# Falschfarbenkomposit

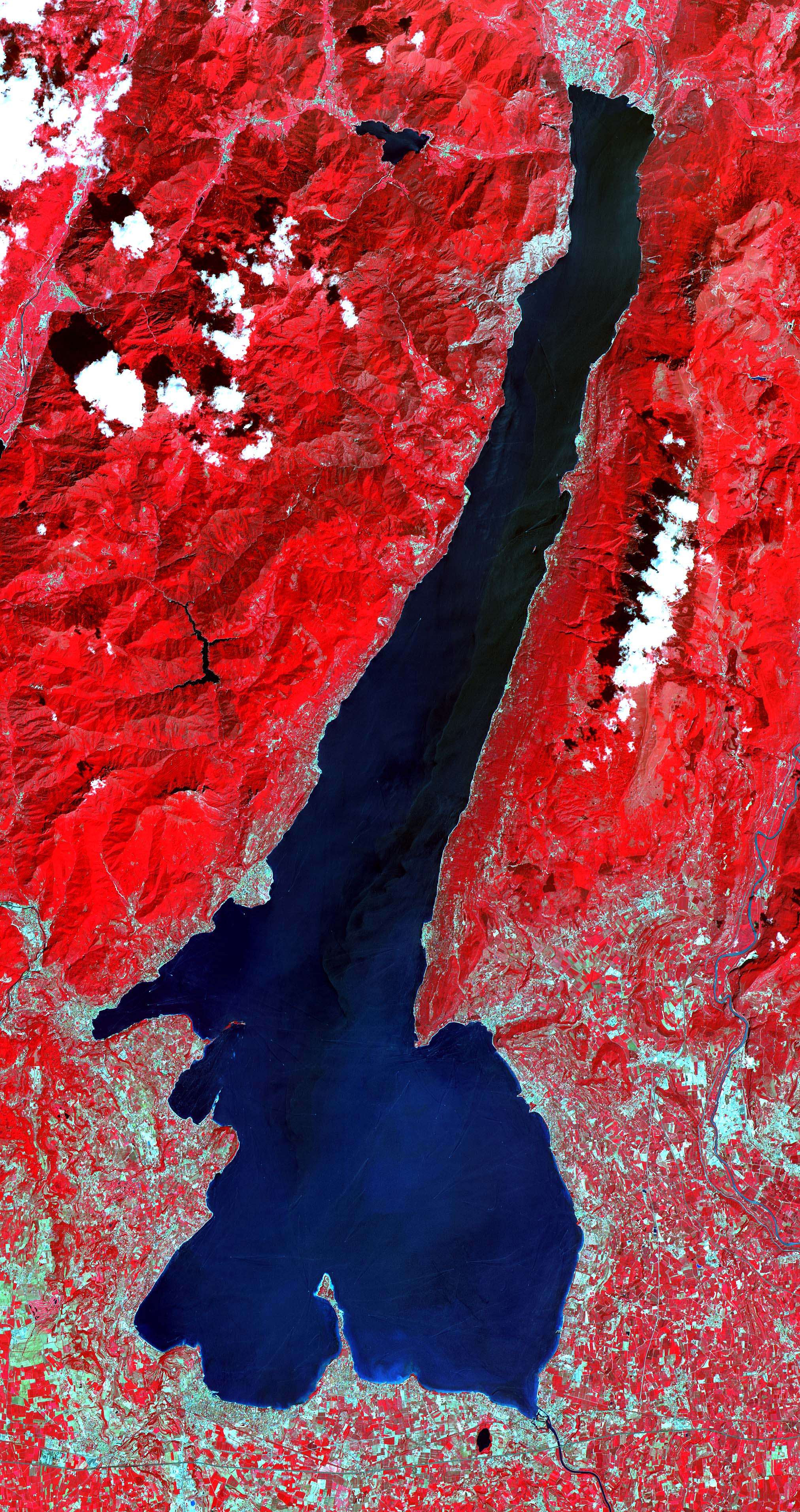
Falschfarben-Satellitenbild des Gardasees

Ein Falschfarbenkomposit ist ein aus verschiedenen Kanälen zusammengesetztes Bild, in dem die jeweiligen Spektralbänder in anderen Farben wiedergegeben werden als denen, in denen das Bild ursprünglich aufgenommen wurde (Falschfarben). Diese Methode wird zur Darstellung und Auswertung von Fernerkundungsdaten in Luft- oder Satellitenbildern angewandt.
Die von den Sensoren aufgenommenen Signale des Spektrums sind Skalarwerte (Zahlen), denen beliebige Farben zugeordnet werden können. Ordnet man den Bildkanälen Farben zu, die nicht dem natürlichen Farbeindruck des menschlichen Auges entsprechen, so erhält man ein Bild, das die Zahlenwerte korrekt widerspiegelt, aber eine ungewohnte Farbwahrnehmung erzeugt (Falschfarbendarstellung). Zum Beispiel wird einem oder mehreren Infrarot-Kanälen eine Farbe aus dem RGB-Farbspektrum zugeordnet. Eine häufige Falschfarbenkombination ist CIR (Color InfraRed), bei der der Infrarotkanal rot dargestellt wird, der Rotkanal grün und der Grünkanal blau.
Auf diese Weise können bestimmte Merkmale der Aufnahme besser sichtbar gemacht beziehungsweise Bildinformationen aus dem nicht sichtbaren Bereich des elektromagnetischen Spektrums überhaupt erst dargestellt werden. Mithilfe dieser Methode lassen sich beispielsweise Veränderungen der Vegetation erkennen oder verschiedene Pflanzenarten unterscheiden.
Verwendet werden häufig Daten der Satellitensysteme Landsat und ASTER, bei denen bestimmte Kanäle des Infrarotspektrums durch bildbearbeitende optische Verfahren entsprechend neu zugeordnet werden.